# Chochłowo
Chochłowo – osiedle typu miejskiego w Rosji, w obwodzie wołogodzkim. W 2010 roku liczyło 2509 mieszkańców.